# Quadendambeck
Quadendambeck ist ein Ortsteil der Gemeinde Flecken Apenburg-Winterfeld im Altmarkkreis Salzwedel in Sachsen-Anhalt, Deutschland.

## Geographie
Quadendambeck, ein Straßendorf mit Kirche, liegt etwa 10 Kilometer südöstlich der Kreisstadt Salzwedel in der Altmark. Im Süden liegt der Sallenthiner Graben der über den Baarser Mühlengraben in die Purnitz fließt.

## Geschichte

### Mittelalter bis Neuzeit
Die erste urkundliche Erwähnung des Dorfes Quadendambeck als Quadendambcke stammt aus dem Jahre 1363 aus der Abschrift eines Lehnbriefes über Beetzendorf und Apenburg. Im Landbuch der Mark Brandenburg von 1375 wird das Dorf als Quaden Dambeke mit 13 Hufen Land aufgeführt. Weitere Nennungen sind 1608 Quadendamke, 1687 Quaden Dambeck und 1804 Quaden-Dambeck, Dorf mit 6 Ganzbauern und einem Hirten. Die Gerichtsbarkeit gehörte den von der Schulenburg und dem Schulamt Dambeck.
Das Großsteingrab Quadendambeck wurde im 19. Jahrhundert zerstört.
Bei der Bodenreform wurden 1945 ermittelt: 329 Besitzungen unter 100 Hektar hatten zusammen 329 und eine Kirchenbesitzung umfasste 2 Hektar Land. Im Jahre 1958 entstand die erste Landwirtschaftliche Produktionsgenossenschaft vom Typ I, die LPG „V. Parteitag“.

### Herkunft des Ortsnamens
Jürgen Udolph führt den Ortsnamen Dambeck auf das slawische Wort „Dobky“ für „Eiche“ zurück, wobei „quad(en)“ im Sinne von „Dreck“ oder „Kot“ gemeint ist.
Nach Heinrich Sültmann ist „quad“ ein mittelalterliches Wort für „gering, schlecht“. Der Name Dambeck lässt sich ableiten vom althochdeutschen „tanna, tann, dan, dam“, er kann „Forst, Wald“ oder „Tanne, Fichte“ bedeuten. Dambeck heiße dann „Waldbach“ oder „Tannenbach“.

### Eingemeindungen
Ursprünglich gehörte das Dorf zum Arendseeischen Kreis der Mark Brandenburg in der Altmark. Von 1807 bis 1813 lag es im Kanton Groß Apenburg auf dem Territorium des napoleonischen Königreichs Westphalen. Nach weiteren Änderungen kam die Gemeinde 1816 zum Kreis Salzwedel, dem späteren Landkreis Salzwedel.
Am 20. Juli 1950 wurde die Gemeinde Quadendambeck in die Gemeinde Baars eingemeindet. Am 1. August 1973 ist Baars in die Gemeinde Winterfeld eingemeindet worden, so kam der Ortsteil Baars zu Winterfeld. Am 1. Juli 2009 schloss sich die Gemeinde Winterfeld mit anderen Gemeinden zur Gemeinde Flecken Apenburg-Winterfeld zusammen. So kam Quadendambeck am gleichen Tag als Ortsteil zu Apenburg-Winterfeld.

### Einwohnerentwicklung
| Jahr | Einwohner |
| ---- | --------- |
| 1734 | 47        |
| 1774 | 49        |
| 1789 | 50        |
| 1798 | 61        |
| 1801 | 49        |
| 1818 | 47        |

| Jahr | Einwohner |
| ---- | --------- |
| 1840 | 76        |
| 1864 | 84        |
| 1871 | 73        |
| 1885 | 71        |
| 1892 | [00]67    |
| 1895 | 69        |

| Jahr | Einwohner |
| ---- | --------- |
| 1900 | [00]075   |
| 1905 | 087       |
| 1910 | [00]097   |
| 1925 | 070       |
| 1939 | 085       |
| 1946 | 135       |

| Jahr | Einwohner |
| ---- | --------- |
| 2015 | [00]29    |
| 2018 | [00]26    |
| 2020 | [00]26    |
| 2021 | [00]25    |
| 2022 | [00]25    |
| 2023 | [0]25     |

Quelle, wenn nicht angegeben, bis 1946:

## Religion
Die evangelische Kirchengemeinde Quadendambeck gehörte früher zur Pfarrei Altensalzwedel. Sie wird heute betreut vom Pfarrbereich Apenburg des Kirchenkreises Salzwedel im Bischofssprengel Magdeburg der Evangelischen Kirche in Mitteldeutschland.
Die historischen Überlieferungen in Kirchenbüchern für Altensalzwedel beginnen im Jahre 1649.

## Kultur und Sehenswürdigkeiten
- Die evangelische Dorfkirche Quadendambeck, ein kleiner Apsissaal mit verschiefertem Dachreiter, stammt aus der Mitte des 13. Jahrhunderts.[19][8] Sie war eine Filiale der Kirche von Altensalzwedel.[20]
- Die Kirche steht auf dem Ortsfriedhof.
- Der Schaugarten Quadendambeck ist ein 8.000 m² großer Naturgarten mit Pflanzen, Tieren, Gartenteich und einem historischen Fachwerkgebäude aus dem Jahre 1797.[21]